# Itaparica (Insel)
Itaparica ist eine Insel in der Bucht Baía de Todos-os-Santos („Bucht der Allerheiligen“) in der Metropolitanregion Salvador des Bundesstaats Bahia in Brasilien liegt.
Die Insel gliedert sich in zwei Gemeinden (municípios): die gleichnamige Hauptstadt Itaparica mit etwa 23.000 Einwohnern und einer Fläche von 117 km² sowie das flächenmäßig wesentlich größere Vera Cruz mit 300 km² und etwa 42.000 Einwohnern. 
Die Bevölkerung der Insel wird laut der Volkszählung von 2010 mit 58.292 Einwohnern angegeben und zum 1. Juli 2014 auf insgesamt 64.579 Einwohner geschätzt.

## Verkehr und Wirtschaft

Lage und Verwaltungsgliederung der Insel

Die Insel Itaparica ist mit dem Festland durch eine Straße verbunden. Sie liegt ca. 50 Minuten per Autofähre von Salvador entfernt. Die Autofähren landen in Bom Despacho. Eine Personenfähre bringt Besucher aus der Innenstadt von Salvador in 15 Minuten mit einem Katamaran-Schnellboot in den Ort Mar Grande.
Die Insel gilt als Naherholungsgebiet von Salvador. Sie hat viele sehr gute Strände. Vor allem in Conceicão befinden sich luxuriöse touristische Einrichtungen für internationale Gäste. In Cacha Pregos werden Holzboote gebaut. Die Insel ist teilweise von Mangrovenwäldern (bei Baiacu und Misericordia) und Korallenriffen umgeben (bei Aratuba), die unter Schutz stehen. Lokaler Fischfang  wird noch in vielen Dörfern betrieben. Auch Austern, Muscheln, Krebse und Langusten werden gesammelt bzw. gefangen.

## Geschichte
Ursprünglich war die Insel von Tupinambá bewohnt. Entdeckt wurde sie am Allerheiligentag (1. November) des Jahres 1501 von Amerigo Vespucci, was ihr ihren Namen gab. Die Besiedlung der Insel begann 1560 in Baiacu, wo noch die Ruinen der drittältesten Kirche Brasiliens zu finden sind. 1597 wurde die Insel von englischen Piraten geplündert, 1600 und 1647 von Holländern, die 1647 dort ein Fort an der Stelle einer 1631 von den Portugiesen errichteten Befestigung bauten, das 1648 zerstört und 1711 von den Portugiesen erneut errichtet wurde (heute Forte de São Lourenço). Im Unabhängigkeitskrieg 1823 eroberten es Kämpfer der brasilianischen Unabhängigkeitsbewegung. Dort befindet sich heute eine Ausstellung des Geographischen und Historischen Instituts des Bundesstaats Bahia zu den Unabhängigkeitskämpfen sowie eine Einrichtung der Marine zur Magnetismusforschung. 
In Penha befinden sich die Ruinen von Kalkbrennereien, die Kalk für den Aufbau von Salvador produzierten.   
Itaparica ist einer der Hauptschauplätze der Romane Brasilien, Brasilien (deutsch 1988) und Das Lächeln der Eidechse (deutsch 1994) von João Ubaldo Ribeiro, der auf der Insel geboren ist.